# منطقه هرینگی لندن
منطقه هرینگی لندن (به انگلیسی: London Borough of Haringey) یک منطقه در بریتانیا است.
این منطقه ۲۹.۵۹ کیلومتر مربع مساحت و ۲۲۶٬۲۰۰ نفر جمعیت دارد.

## خواهرخوانده
شهرهای لیوری-گرگان، کوبلنتس و لارناکا خواهرخوانده‌های منطقه هرینگی لندن هستند.